# Menjagrà ventreblanc

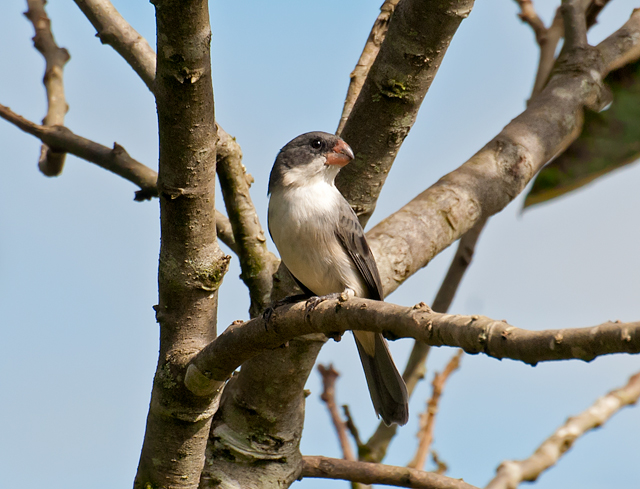
Mascle

El menjagrà ventreblanc (Sporophila leucoptera) és una espècie d'ocell passeriforme de la família Thraupidae que habita en els matolls, pasturatges i a les muntanyes. A Amèrica del Sud es distribueix per Argentina, Brasil, Bolívia, el Perú, el Paraguai i Surinam. Mesura aproximadament 13 cm. S'alimenta especialment de llavors que les cerca en els arbustos i en els arbres.